# Szász József (agrármérnök)
Szász József (Nagyenyed, 1921. augusztus 1. – Marosvásárhely, 2005. augusztus 29.) erdélyi magyar agrármérnök, mezőgazdasági szakíró.

## Életútja
Gyulafehérváron, a Római Katolikus Mailáth Főgimnáziumban érettségizett (1939), majd a kolozsvári Mezőgazdasági Akadémián szerzett agrármérnöki oklevelet (1943). 1949–60 között a csombordi Szőlészeti Iskolaközpont tanára; 1968-ig a marosszentgyörgyi, majd a zsidvei, marosszentkirályi állami gazdaságok mérnöke; 1982-ben történt nyugdíjazásáig a Maros megyei szőlő- és borvállalat főmérnöke.

## Szakírói munkássága
Az 1950-es években több szőlészeti szakcikket közölt a Falvak Dolgozó Népében és az Előrében, 1991-ben szőlészeti szaktanulmány-sorozatot a Falvak Népében. Tanulmányainak és szaktapasztalatainak eredményeit a Szőlőtermesztés című kötet (Bukarest,  1957) általa írt fejezeteiben foglalta össze (társszerzők Csávossy György, Horváth Ödön és Mezei Sándor).